# Myrmotherula cherriei
Myrmotherula cherriei là một loài chim trong họ Thamnophilidae.